# Amaury Cordeel
Amaury Cordeel (Temse, 9 luglio 2002) è un pilota automobilistico belga, vincitore nel 2018 del Campionato spagnolo di Formula 4, successivamente impegnato in Formula 2.

## Carriera

### Formula 4
Nel 2017 debutta in monoposto nel Campionato francese di Formula 4. Nel 2018 corre in diversi campionati di FIA Formula 4, nella serie degli Emirati Arabi Uniti conquista una vittoria e tre podi arrivando ottavo in classifica. Nella serie italiana e in quella tedesca non conquista nessun punto. Nella serie spagnola conquista quattro vittorie e conquista il campionato con quattro punti di vantaggio su Javier González.

### Formula Renault
Nel 2019 debutta nella Formula Renault Eurocup con il team MP Motorsport. Finisce 15º in classifica con 27 punti e un settimo posto al Paul Ricard come miglior risultato. L'anno successivo passa al team di Fernando Alonso, FA Racing. Chiude ancora 15º in classifica e raggiunge il sesto posto a Monza.

### Formula 3

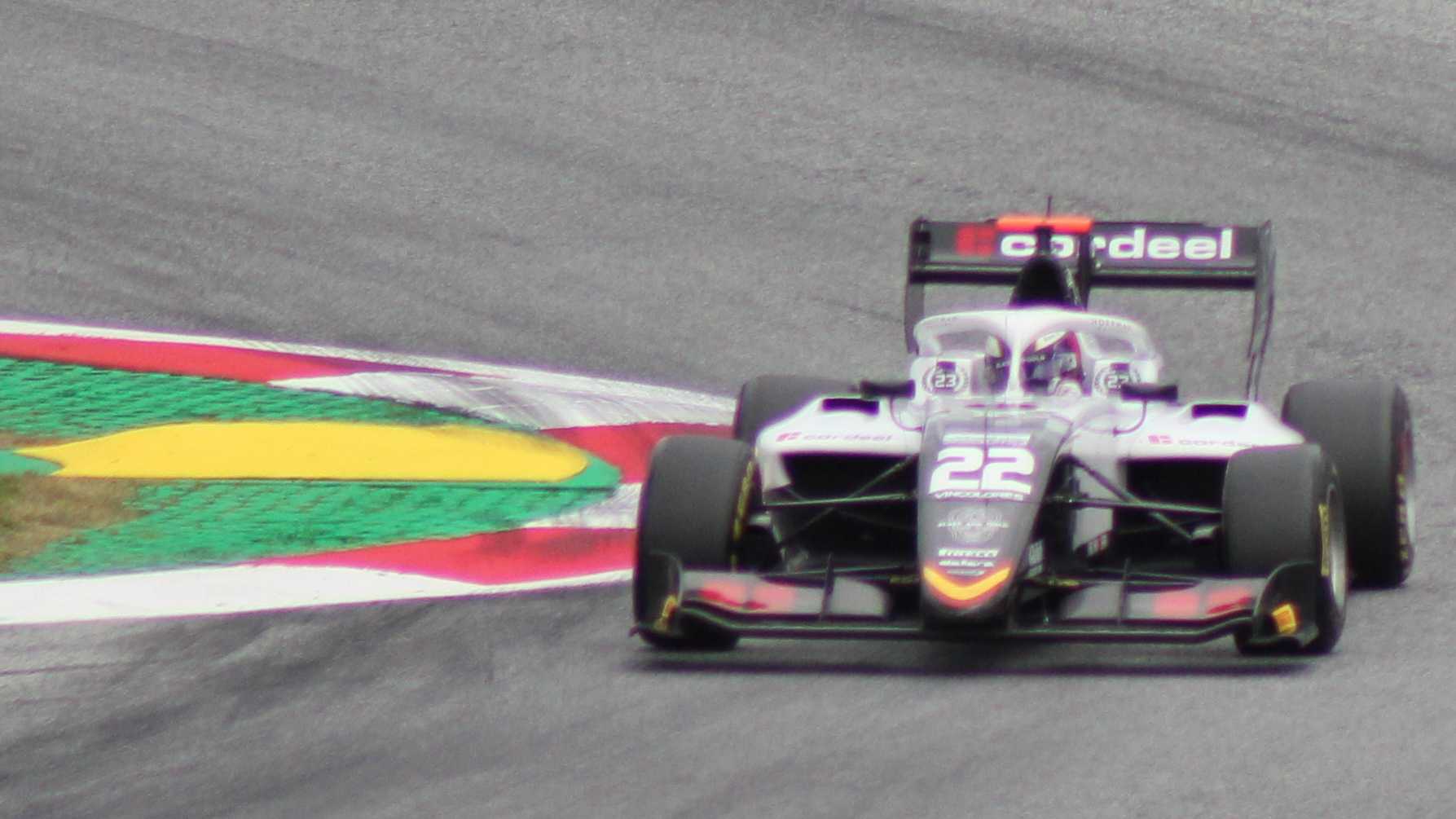
Amaury Cordeel in Formula 3

Nel 2019 partecipa alla serie invernale della F3 Asian con il team Pinnacle Motorsport, termina decimo arrivando quarto nel circuito del Buriram. Nei primi mesi del 2020 avrebbe dovuto correre nella Toyota Racing, ma un infortunio nelle prime prove libere della stagione gli impedisce di continuare. Un mese dopo con il team MP Motorsport partecipa a tre gare del Campionato FIA di Formula 3 asiatica.
Cordeel viene ingaggiato dalla Campos Racing per correre il Campionato FIA di Formula 3. Al penultimo round di Zandvoort si qualifica dodicesimo, partendo quindi in pole position in gara-1. A causa di un contatto al primo giro con Aleksandr Smoljar non riuscirà a concludere la gara. Termina la stagione al 23º posto in classifica senza far segnare punti.

### Formula 2

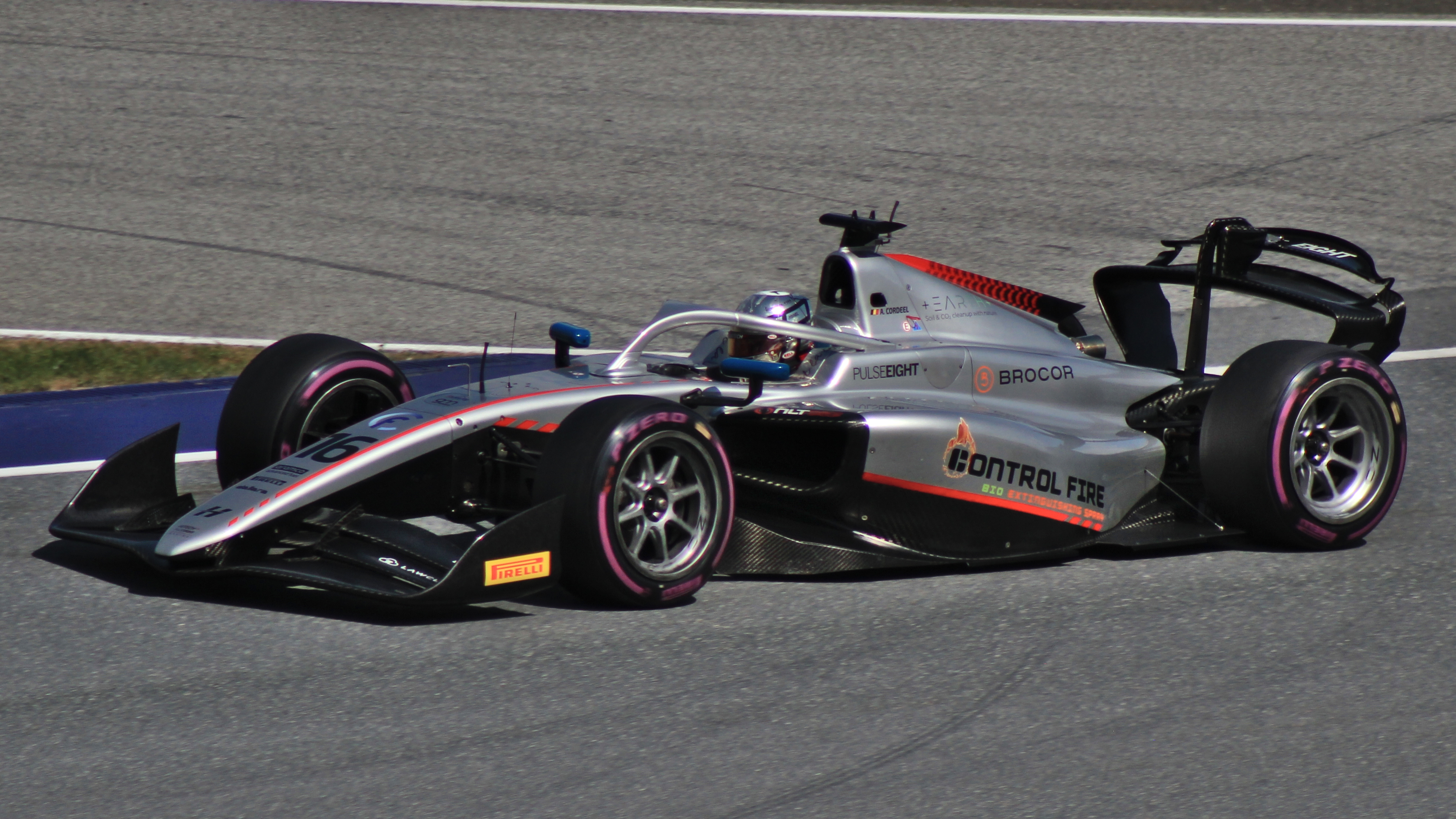
Amaury Cordeel nel 2024 durante la stagione di F2.

Nel dicembre del 2021, Cordeel partecipa ai test post stagionali della Formula 2 sul Circuito di Yas Marina con il team Van Amersfoort Racing. Il 20 gennaio la VAR ufficializza il passaggio di Cordeel nel team insieme a Jake Hughes. Il pilota belga ha un inizio complicato: nei primi sei round della stagione accumula 12 punti di penalità sulla patente e deve saltare l'appuntamento di Silverstone. Cordeel non ottiene punti fino alla Feature Race di Zandvoort dove arriva sesto, questo risultato sblocca il pilota belga che nel finale ottiene altri tre posizionamenti a punti. Cordeel chiude diciassettesimo in classifica con 26 punti.
Per la stagione 2023 Cordeel lascia il team VAR per passare alla Virtuosi Racing. I risultati non migliorarono, riesce a raggiungere la zona punti in solo due occasione e conquistare un totale di otto punti chiudendo così al ventesimo posto in classifica.
Per il 2024, Cordeel cambia team ancora una volta passando al Hitech Pulse-Eight. Come i due anni precedenti non ottiene grandi risultati. Inizialmente nel 2025 il belga non aveva trovato un sedile, ma dopo il ritiro di  Christian Mansell, viene scelto dal team Rodin Motorsport.

## Vita privata
Cordeel è nato a Temse, vicino a Sint-Niklaas, in Belgio. La sua famiglia gestisce l'impresa di costruzioni belga Cordeel Group NV dal 1934. Anche suo fratello maggiore, Ghislain è un pilota automobilistico, che nel 2017 era impegnato nella Formula Renault Eurocup.

## Risultati

### Riassunto della carriera
| Stagione | Serie                   | Team                    | Gare | Vittorie | Pole | GPV | Podio | Punti | Pos. |
| -------- | ----------------------- | ----------------------- | ---- | -------- | ---- | --- | ----- | ----- | ---- |
| 2017     | Formula 4 francese      | FFSA Academy            | 21   | 0        | 0    | 0   | 0     | 6     | 16º  |
| 2017–18  | Formula 4 UAE           | Dragon Motopark F4      | 17   | 1        | 0    | 1   | 3     | 120   | 8º   |
| 2018     | Formula 4 italiana      | BWT Mücke Motorsport    | 6    | 0        | 0    | 0   | 0     | 0     | 31º  |
| 2018     | Formula 4 italiana      | Alma Racing             | 3    | 0        | 0    | 0   | 0     | 0     | 31º  |
| 2018     | Formula 4 ADAC          | ADAC Berlin-Brandenburg | 9    | 0        | 0    | 0   | 0     | 0     | 23º  |
| 2018     | Formula 4 SMP           | MP Motorsport           | 12   | 2        | 1    | 2   | 4     | 107   | 8º   |
| 2018     | Formula 4 spagnola      | MP Motorsport           | 17   | 4        | 4    | 6   | 12    | 208   | 1º   |
| 2019     | Formula Renault Eurocup | MP Motorsport           | 20   | 0        | 0    | 0   | 0     | 27    | 15º  |
| 2019     | F3 Asian Winter Series  | Pinnacle Motorsport     | 5    | 0        | 0    | 0   | 0     | 22    | 10º  |
| 2019–20  | Formula 3 Asia          | MP Motorsport           | 3    | 0        | 0    | 0   | 0     | 0     | NC†  |
| 2020     | Formula Renault Eurocup | FA Racing               | 19   | 0        | 0    | 0   | 0     | 33    | 15º  |
| 2020     | Toyota Racing Series    | Kiwi Motorsport         | 0    | 0        | 0    | 0   | 0     | 0     | NC   |
| 2021     | FIA Formula 3           | Campos Racing           | 20   | 0        | 0    | 0   | 0     | 0     | 23º  |
| 2022     | FIA Formula 2           | Van Amersfoort Racing   | 24   | 0        | 0    | 0   | 0     | 26    | 17º  |
| 2023     | FIA Formula 2           | Invicta Virtuosi Racing | 26   | 0        | 0    | 0   | 0     | 8     | 20°  |

### Risultati in Formula 3
(legenda) (Le gare in grassetto indicano la pole position) (Le gare in corsivo indicano Gpv)
| Stagione | Team   | 1   | 2   | 3   | 4   | 5   | 6   | 7   | 8   | 9   | 10  | 11  | 12  | 13  | 14  | 15  | 16  | 17  | 18  | 19  | 20  | 21  | Punti | Pos. |
| -------- | ------ | --- | --- | --- | --- | --- | --- | --- | --- | --- | --- | --- | --- | --- | --- | --- | --- | --- | --- | --- | --- | --- | ----- | ---- |
| 2021     | Campos | CAT | CAT | CAT | LEC | LEC | LEC | RBR | RBR | RBR | HUN | HUN | HUN | SPA | SPA | SPA | ZAN | ZAN | ZAN | SOC | SOC | SOC | 0     | 23º  |
| 2021     | Campos | 26  | 16  | 25  | 27  | 24  | 25  | 22  | 11  | 18  | 19  | Rit | 26  | 17  | Rit | Rit | 23  | Rit | 12  | 21  | C   | 16  | 0     | 23º  |

### Risultati in Formula 2
(legenda) (Le gare in grassetto indicano la pole position) (Le gare in corsivo indicano Gpv)
| Anno | Team                    | 1   | 2   | 3   | 4   | 5   | 6   | 7   | 8   | 9   | 10  | 11  | 12  | 13  | 14  | 15  | 16  | 17  | 18  | 19  | 20  | 21  | 22  | 23  | 24  | 25  | 26  | 27  | 28  | Punti | Pos. |
| ---- | ----------------------- | --- | --- | --- | --- | --- | --- | --- | --- | --- | --- | --- | --- | --- | --- | --- | --- | --- | --- | --- | --- | --- | --- | --- | --- | --- | --- | --- | --- | ----- | ---- |
| 2022 | Van Amersfoort Racing   | BHR | BHR | JED | JED | IMO | IMO | CAT | CAT | MON | MON | BAK | BAK | SIL | SIL | RBR | RBR | PAU | PAU | HUN | HUN | SPA | SPA | ZAN | ZAN | MNZ | MNZ | YMC | YMC | 26    | 17º  |
| 2022 | Van Amersfoort Racing   | 17  | 13  | Rit | INF | NP  | 17  | 19  | 15  | 17  | Rit | 13  | Rit |     |     | 16  | 20  | Rit | 15  | 13  | 18  | 17  | 17  | 12  | 6   | 15  | 7   | 5   | 6   | 26    | 17º  |
| 2023 | Invicta Virtuosi Racing | BHR | BHR | JED | JED | ALB | ALB | BAK | BAK | MON | MON | CAT | CAT | RBR | RBR | SIL | SIL | HUN | HUN | SPA | SPA | ZAN | ZAN | MNZ | MNZ | YMC | YMC |     |     | 8     | 20º  |
| 2023 | Invicta Virtuosi Racing | 21  | 15  | 19  | 20  | 12  | 13  | 9   | 19  | Rit | 20  | 14  | 19  | 15  | 17  | 17  | Rit | 19  | 21  | Rit | 16  | C   | 8   | Rit | 8   | 17  | 16  |     |     | 8     | 20º  |
| 2024 | Hitech Pulse-Eight      | BHR | BHR | JED | JED | ALB | ALB | IMO | IMO | MON | MON | CAT | CAT | RBR | RBR | SIL | SIL | HUN | HUN | SPA | SPA | MNZ | MNZ | BAK | BAK | LUS | LUS | YMC | YMC | 39    | 17°  |
| 2024 | Hitech Pulse-Eight      | Rit | Rit | Rit | 5   | 16  | 11  | 4   | Rit | 14  | Rit | 14  | 8   | 18  | 7   | 15  | 15  | 20  | Rit | 11  | 8   | 12  | 18  | 18  | 12  | 16  | 7   | 13  | 8   | 39    | 17°  |
| 2025 | Rodin Motorsport        | ALB | ALB | BHR | BHR | JED | JED | IMO | IMO | MON | MON | CAT | CAT | RBR | RBR | SIL | SIL | SPA | SPA | HUN | HUN | MNZ | MNZ | BAK | BAK | LUS | LUS | YMC | YMC | 2*    |      |
| 2025 | Rodin Motorsport        | 15  | C   | 11  | 13  | 14  | 15  | 20  | 15  | 14  | 8   | 10  | 13  |     |     |     |     |     |     |     |     |     |     |     |     |     |     |     |     | 2*    |      |